# Follerie (rivière)
Le ruisseau de la Follerie est un cours d'eau ardennais de Belgique, affluent de la Lienne et faisant donc partie du bassin versant de la Meuse. Il coule en province de Luxembourg et en province de Liège.

## Parcours
Ce ruisseau prend sa source sous la forme de plusieurs petits cours d'eau entre les villages de Malempré et d'Odeigne dans la commune de Manhay. Le cours d'eau se dirige vers le nord-est, passe sous l'autoroute E25, arrose Xhout-si-Plout, entre en province de Liège puis poursuit son cours dans un environnement boisé (site naturel de la Fondroûle) jusqu'au Pont de Floret (étangs) avant de rejoindre la rive gauche de la Lienne près du Pont de Villettes  dans la commune de Lierneux à une altitude de 309 m.